# Костел Святого Хреста (Польща)
Костел Святого Хреста (пол. Sanktuarium na Świętym Krzyżu) — культова споруда, присвячена монахами-бенедиктинцями Святому Хресту, розташована на Лисій горі у Свєнтокшиських горах у Польщі (Свентокшиське воєводство). Дата виникнення бенедиктинського абатства досі невідома.

## Історія
1884 р. російські окупанти перетворили абатство в тяжку кримінальну в'язницю. 1914 р. австрійці висадили костельну вежу. З 1936 р. тут містився кляштор і новіціат отців облатів Марії Непорочної, однак у західному крилі кляштору (до донедавна існував музей Свентокшиського національного парку) до 1939 р. далі функціонувала важка в'язниця. 
Під час польської окупації Західної України у в'язниці «Святий Хрест» перебували також українські політичні в'язні Микола Лемик, Петро Дужий та інші. У 1936—1939 роках серед інших члени ОУН, засуджені у Варшавському процесі 1935 за страту міністра Броніслава Перацького: Степан Бандера, Микола Лебедь, Микола Климишин, Ярослав Карпинець, Євген Качмарський. Колишня тяжка в’язниця розташовувалася у західному крилі сучасного монастиря (50.859460, 21.052481). За спогадами Миколи Климишина, в'язнів утримували в підвальних приміщеннях. 
У вересні 1939 р. монастир бомбардувало люфтваффе, частково зруйнувавши обитель. В 1941-1944 рр. гітлерівці тримали тут радянських військовополонених. Неподалік від монастиря поховані понад 6 000 військовополонених, серед яких численні українці. Тут було зведено також пам'ятник.  

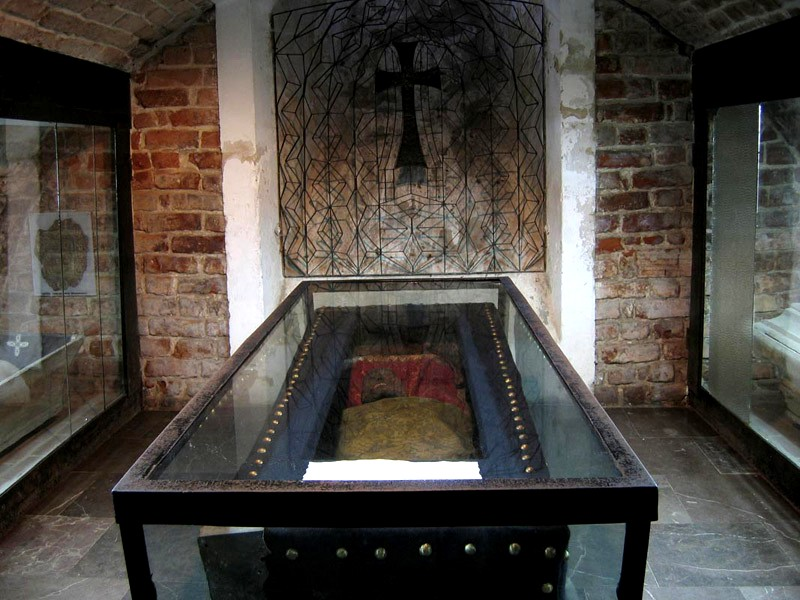
Крипта Яреми Вишневецького

Вважається, що в крипті костелу перебувають муміфіковані останки руського воєводи Яреми Вишневецького. Однак польський дослідник, фаховий криміналіст Ян Відацький, котрий проводив дослідження тих останків, піддав сумніву їхню належність Яремі Вишневецькому.